# Chrysolina globosa
Chrysolina globosa is een keversoort uit de familie bladkevers (Chrysomelidae). De wetenschappelijke naam van de soort werd in 1805 gepubliceerd door Georg Wolfgang Franz Panzer.